# Сан Клаудио (Мачерата)
Сан Клаудио (итал. San Claudio) насеље је у Италији у округу Мачерата, региону Марке.
Према процени из 2011. у насељу је живело 965 становника. Насеље се налази на надморској висини од 90 м.